# University Peak (Alaska)
L'University Peak és una muntanya de 4.410 metres de les Muntanyes Saint Elias, a Alaska. Es pot considerar l'extrem sud del gran massís del mont Bona, però és un cim molt més pronunciat i presenta reptes d'escalada superiors. El nom li fou donat per Terris Moore durant la primera ascensió al mont Bona i fa referència a la Universitat d'Alaska.
La primera ascensió de l'University Peak fou el 1955, per la cara nord, per un equip format per Keith Hart, Leon Blumer, Sheldon Brooks, Tim Kelly, Norman Sanders, Gibson Reynolds i R. Houston.